# Mistrzostwa Piotra Protasiewicza
Mistrzostwa Piotra Protasiewicza – zawody zorganizowane przez Piotra Protasiewicza w celu upamiętnienia jego kariery. Turniej odbył się na jego domowym torze, czyli w Zielonej Górze, 25 marca 2023. Wygrał je Jarosław Hampel

## Wyniki
- Zielona Góra, 25 marca 2023
- NCD: Jarosław Hampel - 58,97 w wyścigu 5
- Sędzia: Tomasz Fiałkowski

| Msc. | Zawodnik               | Klub         | Pkt |             |       |
| ---- | ---------------------- | ------------ | --- | ----------- | ----- |
| 1    | Jarosław Hampel        | Lublin       | 14  | (3,3,3,2,3) |       |
| 2    | Emil Sajfutdinow       | Toruń        | 11  | (0,2,3,3,3) | [ 2 ] |
| 3    | Bartosz Zmarzlik       | Lublin       | 11  | (3,3,1,3,1) | [ 3 ] |
| 4    | Dominik Kubera         | Lublin       | 10  | (2,3,3,t,2) |       |
| 5    | Jan Kvěch              | Rybnik       | 10  | (3,1,2,3,1) |       |
| 6    | Patryk Dudek           | Toruń        | 9   | (0,2,1,3,3) |       |
| 7    | Przemysław Pawlicki    | Zielona Góra | 9   | (d,1,3,2,3) |       |
| 8    | Krzysztof Buczkowski   | Zielona Góra | 8   | (1,2,2,1,2) |       |
| 9    | Maciej Janowski        | Wrocław      | 7   | (2,0,2,2,1) |       |
| 10   | Rasmus Jensen          | Zielona Góra | 7   | (2,2,d,1,2) |       |
| 11   | Grzegorz Walasek       | Ostrów Wlkp. | 7   | (1,1,1,2,2) |       |
| 12   | Max Fricke             | Grudziądz    | 5   | (d,3,1,0,1) |       |
| 13   | Rohan Tungate          | Zielona Góra | 4   | (2,1,0,1,0) |       |
| 14   | Niels-Kristian Iversen | Łódź         | 4   | (1,d,2,1,d) |       |
| 15   | Luke Becker            | Zielona Góra | 3   | (3,0,0,0,0) |       |
| 16   | Paweł Przedpełski      | Toruń        | 0   | (0,0,0,0,0) |       |
| 17   | rez. Michał Curzytek   | Zielona Góra | 0   | (d)         |       |
|      | rez. Dawid Rempała     | Zielona Góra |     | (ns)        |       |

Bieg po biegu
1. [59,91] Hampel, Janowski, Iversen, Dudek
2. [59,41] Becker, Tungate, Buczkowski, Przedpełski
3. [59,05] Kvech, Jensen, Pawlicki (d), Fricke (d)
4. [59,06] Zmarzlik, Kubera, Walasek, Sajfutdinow
5. [58,97] Hampel, Sajfutdinow, Pawlicki, Becker
6. [59,34] Zmarzlik, Buczkowski, Kvech, Janowski
7. [59,38] Kubera, Jensen, Tungate, Iversen (d)
8. [60,6] Fricke, Dudek, Walasek, Przedpełski
9. [59,65] Hampel, Buczkowski, Walasek, Jensen (d)
10. [59,6] Kubera, Janowski, Fricke, Becker
11. [59,46] Pawlicki, Iversen, Zmarzlik, Przedpełski
12. [59,81] Sajfutdinow, Kvech, Dudek, Tungate
13. [59,81] Zmarzlik, Hampel, Tungate, Fricke
14. [59,06] Sajfutdinow, Janowski, Jensen, Przedpełski
15. [60,06] Kvech, Walasek, Iversen, Becker
16. [59,89] Dudek, Pawlicki, Buczkowski, Curzytek (d) (Kubera (t))
17. [59,94] Hampel, Kubera, Kvech, Przedpełski
18. [60,12] Pawlicki, Walasek, Janowski, Tungate
19. [59,64] Sajfutdinow, Buczkowski, Fricke, Iversen (d)
20. [60,16] Dudek, Jensen, Zmarzlik, Becker